# Кадейкин, Александр Андреевич
Алекса́ндр Андре́евич Каде́йкин (род. 4 октября 1993, Электросталь, Московская область) — российский хоккеист, центральный нападающий «Трактора».

## Карьера
Воспитанник электростальского «Кристалла». В сезоне 2008/09 выступал во Второй российской лиге (4-й дивизион) за дубль «Кристалла». На драфте КХЛ 2010 был выбран «Атлантом» под 64-м номером. В матче против «Шерифа», состоявшемся 5 сентября 2010 года, дебютировал в Молодёжной хоккейной лиге за «Мытищинских атлантов».
На следующий день в матче с тем же соперником забросил первую шайбу в лиге. Всего за 4 сезона, проведённых в МХЛ, с учётом плей-офф сыграл 164 матча, забросил 58 шайбы и сделал 105 голевых передач.
15 февраля 2013 года в матче против «Амура» дебютировал за «Атлант» в Континентальной хоккейной лиге.
До окончания сезона нападающий сыграл 2 матча в регулярном чемпионате и 2 — в кубке Гагарина.
8 сентября 2013 года набрал первый в КХЛовской карьере балл за результативность, отдав голевую передачу на Никиту Сошникова. 12 сентября с передачи забросил свою первую шайбу (с передачи Игоря Радулова в ворота «Авангарда»). По итогам сезона на счету нападающего 57 матчей (3 из которых в Кубке надежды), 8 заброшенных шайб и 15 голевых передач.
В 7-м раунде драфта НХЛ 2014 Кадейкин был выбран клубом «Детройт Ред Уингз» под общим 201-м номером. Однако хоккеист принял решение провести сезон 2014/15 в составе «Атланта».
По ходу сезона 14/15 стал частью сделки между мытищинским «Атлантом» и петербургским СКА. За полтора сезона в 72 играх набрал 19 (9+10) очков при показателе полезности «+8» и 16 минутах штрафа. Летом 2016 года стал частью одной из самых масштабных сделок в КХЛ, участниками которой стали хельсинкский «Йокерит», нижегородское «Торпедо», СКА и ярославский «Локомотив». Финальной точкой стал обмен СКА и «Локомотива», по результатам которого к СКА перешли права на форварда Сергея Плотникова, а в обратном направлении отправились Брэндон Козун, выменянный у «Йокерита» несколькими днями ранее, Александр Кадейкин и денежная компенсация.
В межсезонье-2018 стал игроком уфимского клуба «Салават Юлаев», в составе которого побил личный рекорд результативности. В сезонах 19/20, 20/21 стал полноценным лидером команды, каждый сезон побивая личные рекорды результативности. 3 октября 2021 года провел 400-й матч в регулярных чемпионатах КХЛ. 30 апреля 2023 года покинул клуб.
1 мая 2023 года подписал двухлетнее соглашение со СКА, по окончании сезона 2023/24 покинул клуб.

## Карьера в сборной
С 2018 года начал активно привлекаться в национальную сборную России по хоккею. Играя почти на всех евротурах, Александр так и не пробился ни на один чемпионат мира. 23 января 2022 года был включен запасным игроком в окончательный состав сборной по хоккею России на Олимпийские Игры 2022. По итогу турнира сборная стала серебряным призёром игр.

## Статистика
| Легенда | Легенда                    | Легенда | Легенда                   | Легенда | Легенда    |
| ------- | -------------------------- | ------- | ------------------------- | ------- | ---------- |
| И       | Количество проведённых игр | Штр     | Штрафное время            | +/−     | Плюс-минус |
| Г       | Голы                       | П       | Голевые передачи          | О       | Очки       |
| -       | Статистика неизвестна      | —       | Статистика не учитывалась |         |            |

### Клубная карьера
- a В этом сезоне в «Плей-офф» учитывается статистика игрока в Кубке Надежды.